# コヒョウモン
コヒョウモン（小豹紋、 Brenthis ino）は、タテハチョウ科ドクチョウ亜科ヒョウモンチョウ族に属するチョウの一種。

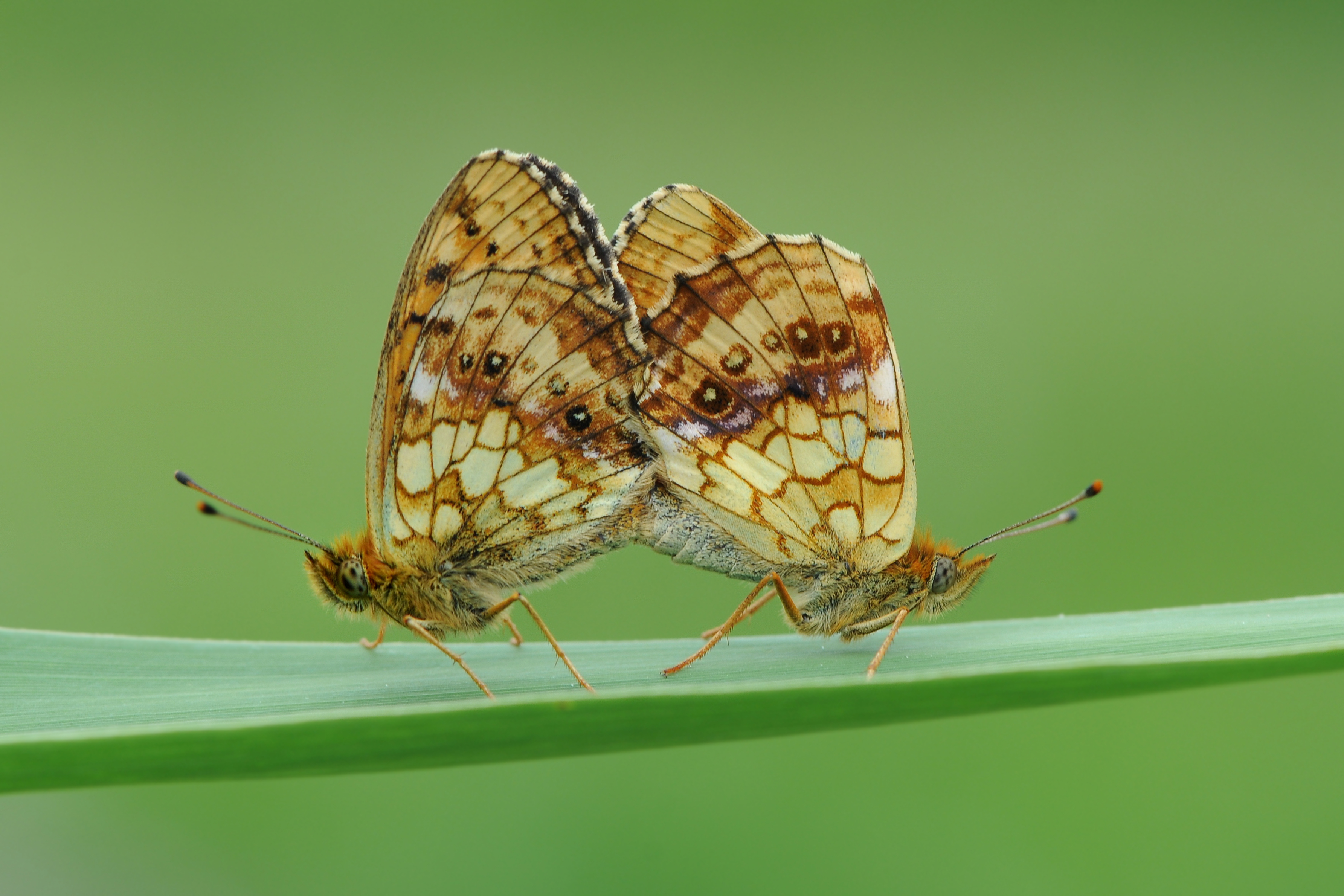

## 概要
6月下旬から7月にかけて現れる中型のヒョウモン。山地性が強く、やや暗く湿気のあるところを好む。ゆるやかに飛翔し花に集まる。吸水はまれ。
同属のヒョウモンチョウとよく似る。ともに小型で翅は丸みを帯びており同定はむずかしいが、前翅外縁だけは直線状となるヒョウモンチョウに対し、本種は前翅外縁も丸い。また、前翅表の外縁に沿って並ぶ2列の黒斑のうち後角の2つはくっついて∞状となるが、ヒョウモンチョウではそれぞれ独立する。また本種は東北地方にはいない。
幼虫の食草はバラ科のオニシモツケ・ワレモコウ・ミヤマニガイチゴだが、オニシモツケとの結びつきが非常に強い。

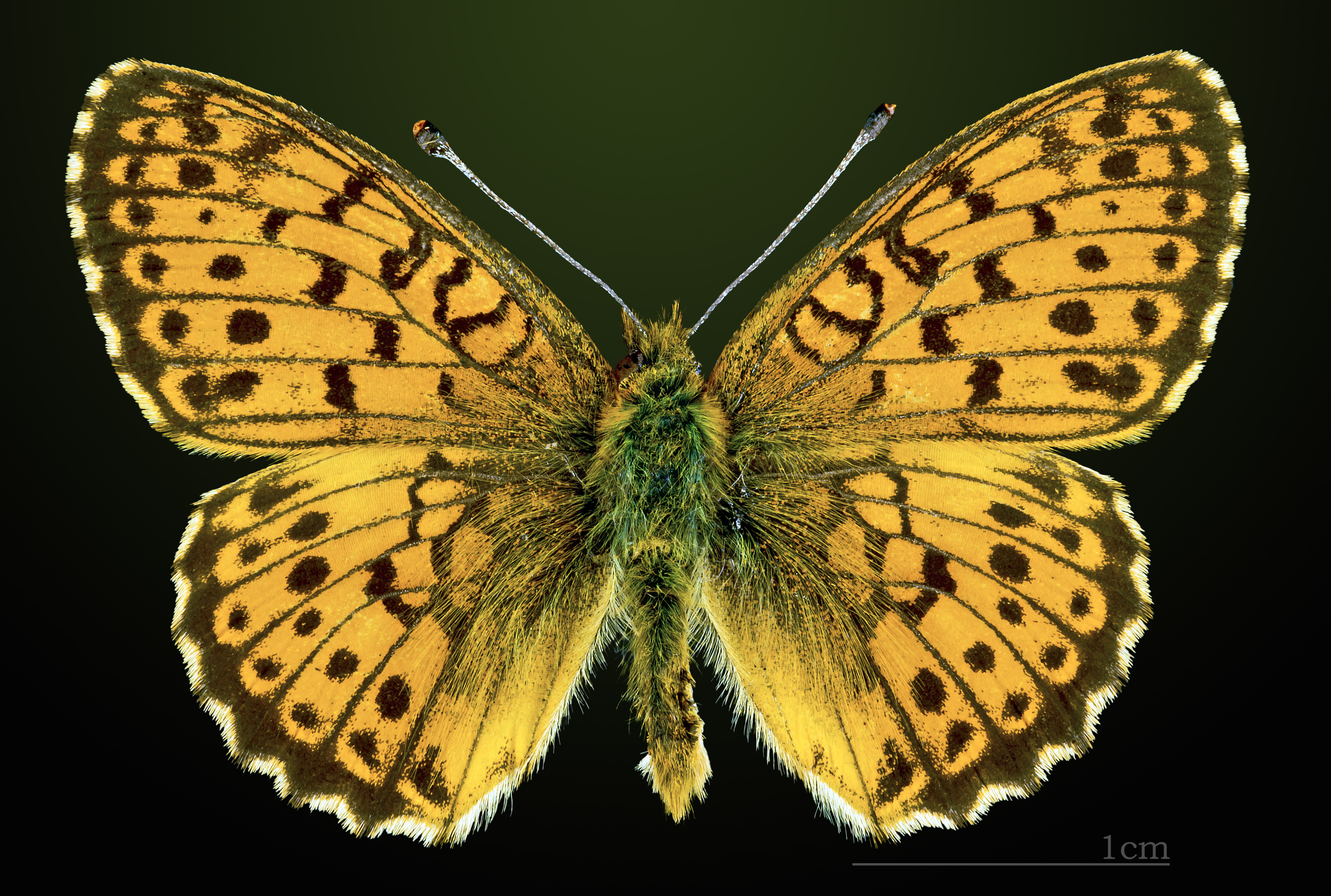
コヒョウモン
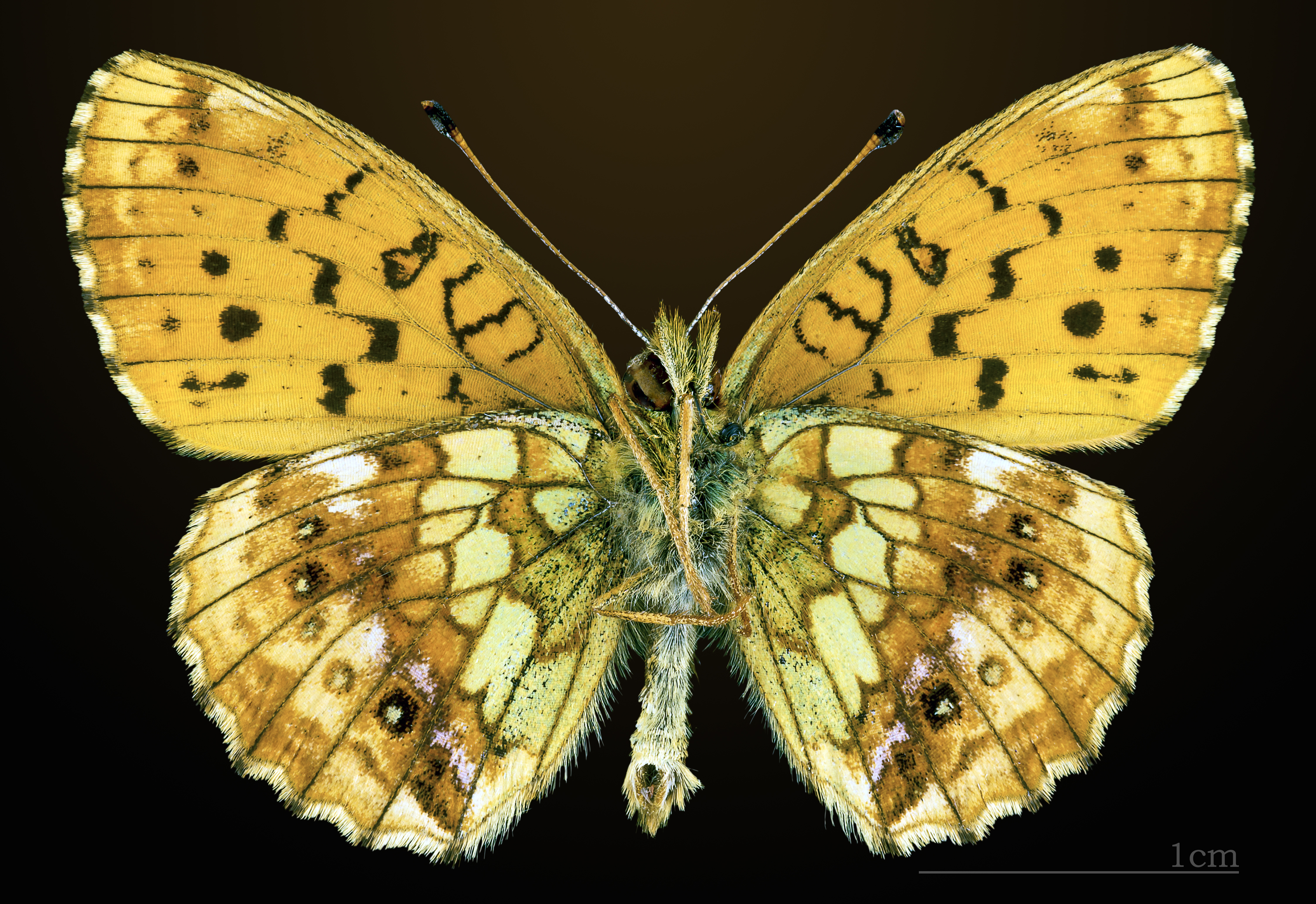
△ コヒョウモン

## 分布
北海道内陸部および、中部地方の山地。国外ではユーラシア大陸北部。